# Geary (Oklahoma)
Pour les articles homonymes, voir Geary.
Geary est une ville du Comté de Blaine et du comté de Canadian en Oklahoma.
La population était de 1 280 habitants en 2010.
La zone a été ouverte aux non-indiens à partir d'avril 1892.